# Ulica Osmolicka w Lublinie
Ulica Osmolicka w Lublinie – arteria komunikacyjna w Lublinie, druga ulica w mieście pod względem długości (6929 m). Łączy południową część miasta (zwłaszcza dzielnice Wrotków i Dziesiąta) z terenami na południe od miasta – większymi miastami (Bychawa), ale też podlubelskimi miejscowościami Prawiedniki czy Nowiny. Stanowi część drogi powiatowej 2269L Bychawa-Lublin. Ulica Osmolicka niemal w całości przebiega przez las Dąbrowa, zlokalizowany przy wschodnim brzegu Zalewu Zemborzyckiego. Nazwa bierze się od wsi Osmolice Pierwsze, do których dociera droga. Ulica ma kształt mniej więcej prostej linii i stanowi granicę między lubelskimi dzielnicami Abramowice i Zemborzyce, a na swoich ostatnich 750m biegu stanowi granicę Lublina. Można przy niej znaleźć ogródki działkowe i kilka lokali usługowych, ale właściwie brak jakiejkolwiek trwałej zabudowy mieszkalnej.

## Komunikacja miejska
Jedyną linią MPK Lublin, która jeździ ul. Osmolicką (na odcinku od ul. Cienistej do Prawiednik za granicami miasta) jest 25.
W sezonie letnim wydłużane są linie 1, 15, 21 i 37.